# Taxe Barnier
Lire en ligne

Lire sur Légifrance

La taxe sur les passagers maritimes embarqués à destination d'espaces naturels protégés (Taxe Barnier, TPM) est une taxe française créée par la loi Barnier de 1995 afin de compenser les atteintes dues aux activités et aux transports touristiques dans les espaces naturels protégés.

## Historique
La loi dite « loi Barnier » de 1995 a institué une fiscalité écologique afin de faire participer les passagers de transport maritime à la protection d’espaces protégés. Les passagers embarquant à destination d’espaces naturels protégés figurant sur une liste fixée par décret doivent s'acquitter auprès des entreprises de transports publics maritimes d'une taxe. Le produit de la taxe est affecté à la préservation de l'espace naturel protégé concerné.
Depuis la loi dite Grenelle II du 12 juillet 2010 portant engagement national pour l’environnement, le plafond par passager est revalorisé chaque année de l’inflation. Il n’avait pas changé entre 1995 et 2011 (10 F puis 1,52 €).
La toute première liste comportait 31 espaces naturels protégés, puis 39 en 2013,. Elle en comporte 43 en 2021.
En 2014, l'Inspection générale des finances liste la contribution parmi une liste de 192 taxes à faible rendement, mais la mission recommande le maintien de la taxe.

## Caractéristiques

### Redevables
La taxe est due par les entreprises de transport public maritime (navires, voiliers, vieux grééments). Depuis le 1er janvier 2021, le tarif de la taxe sur les passagers maritimes embarqués à destination d’espaces naturels protégés est fixé par arrêté à 7 % du prix, dans la limite de 1,71 €. Les plaisanciers et les passagers des transports aériens ne sont pas soumis à la taxe.

### Bénéficiaires
Les bénéficiaires du produit de la taxe sont les gestionnaires des parcs nationaux, des réserves naturelles, des terrains du Conservatoire de l'espace littoral et des rivages lacustres, des sites classés ou inscrits, ainsi que les ports qui desservent exclusivement ou principalement ces espaces protégés même sans y être inclus.
Pour le parc national de Port-Cros, la taxe représente 3,96 % du budget en 2015, soit 311 000 €. Pour le parc national des Calanques, la taxe représente 7,65 % du budget en 2019, soit 474 620,25 €.

### Produit
Le produit de la taxe est de 2,6 millions d'euros en 2012.